# Fonógrafo

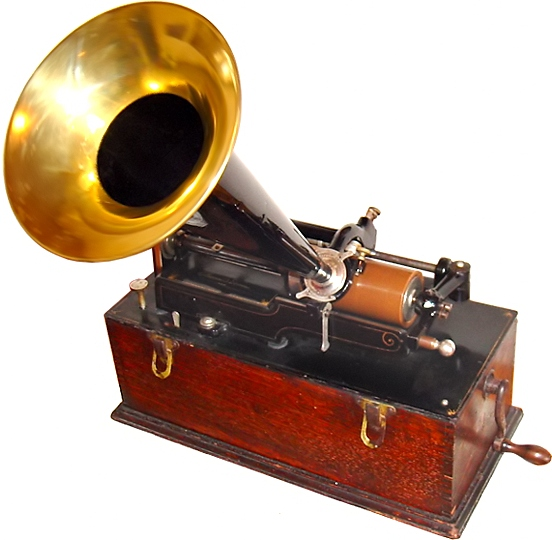
Fonógrafo de Edison.

El fonógrafo fue el primer aparato común para grabar y reproducir sonido desde la década de 1870 hasta la década de 1880. El fonógrafo fue inventado por Thomas Alva Edison. En sus formas posteriores, también se llama gramófono (como una marca registrada desde 1887, como un nombre genérico en el Reino Unido desde 1910). Las formas de onda de vibración del sonido se registran como las desviaciones físicas correspondientes de una ranura en espiral grabada o impresa en la superficie de un cilindro o disco giratorio, denominado "registro". Para recrear el sonido, la superficie se gira de manera similar, mientras que un lápiz de reproducción rastrea la ranura y, por lo tanto, vibra, reproduciendo muy débilmente el sonido grabado. En los primeros fonógrafos acústicos, el lápiz vibraba un diafragma que producía ondas de sonido que se acoplaban al aire libre a través de un cuerno que se quemaba, o directamente a los oídos del oyente a través de auriculares de tipo. 
Mientras que otros inventores producían dispositivos que pudieran grabar, el fonógrafo de Edison fue el primero en reproducir el sonido grabado. Su fonógrafo grabó originalmente el sonido en una hoja de papel de aluminio envuelta alrededor de un cilindro giratorio. Un lápiz táctil que responde a las vibraciones del sonido produce un surco hacia arriba y hacia abajo en la lámina. El laboratorio de Alexander Graham Bell realizó varias mejoras en la década de 1880 e introdujo el grafofón, incluido el uso de cilindros de cartón revestidos de cera y un lápiz de corte que se movía de un lado a otro en un surco en zigzag alrededor del registro.
En la década de 1890, Emile Berliner inició la transición de cilindros de fonógrafo a discos planos con un surco en espiral desde la periferia hasta cerca del centro, acuñando el término gramófono para la grabación y reproducción de discos, que se usa predominantemente en muchos idiomas. El gramófono acabó imponiéndose sobre el fonógrafo, por el menor coste de producción de las grabaciones destinadas a este dispositivo, dado que a partir de un único molde original podían realizarse miles de copias. Mientras que para grabar cilindros en masa se necesitaban varios fonógrafos grabando los cilindros.
El mecanismo del gramófono era más sencillo, barato y tenía mayor duración, razones por la cual permaneció y terminó desplazando al fonógrafo. Sin embargo, el fonógrafo tuvo por algún tiempo una gran ventaja con respecto al gramófono: el usuario podía realizar grabaciones caseras, hecho que recién se pudo hacer realidad de nuevo con los magnetofones de alambre y más tarde los magnetofones de cinta, este último con gran éxito comercial. El gramófono fue reemplazado progresivamente, a partir de la década de 1940, por el magnetófono y el tocadiscos para la grabación y reproducción de discos de vinilo, respectivamente.

## Etimología
La palabra fonógrafo viene del griego φωνη (sonido, voz) y γράφος (escribir).
El uso de la terminología no es uniforme en todo el mundo. En un uso más moderno, el dispositivo de reproducción a menudo se denomina "tocadiscos". Cuando se usan junto con un mezclador como parte de una configuración de DJ, los giradiscos a menudo se denominan coloquialmente "cubiertas". En los fonógrafos eléctricos posteriores (más conocidos desde la década de 1940 como tocadiscos), los movimientos del lápiz táctil se convierten en una señal eléctrica análoga mediante un transductor, y luego se convierten de nuevo en sonido por un altavoz. 
Podría decirse que cualquier dispositivo utilizado para grabar sonido o reproducir sonido grabado podría llamarse un tipo de "fonógrafo", pero en la práctica, la palabra ha llegado a significar tecnologías históricas de grabación de sonido, que implican modulaciones de frecuencia de audio de un trazo o ranura física. A finales del siglo XIX y principios del siglo XX, "fonógrafo", "gramófono", "grafofón", "zonófono" y similares todavía eran marcas específicas de varios fabricantes de máquinas a veces muy diferentes (es decir, cilindros y discos); así que se hizo un uso considerable del término genérico "máquina parlante", especialmente en forma impresa. La "máquina parlante" se había utilizado anteriormente para referirse a dispositivos complicados que producían una burda imitación del habla, al simular el funcionamiento de las cuerdas vocales, la lengua y los labios, una posible fuente de confusión tanto en ese momento como ahora.

## Fonoautógrafo

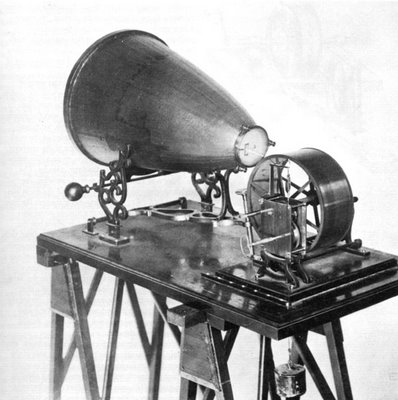
Fonoautógrafo ideado por Leon Scott en 1866.

La primera invención conocida de un dispositivo capaz de grabar una vibración sonora, conocido como "fonoautógrafo", fue inventado por el francés Édouard-Léon Scott de Martinville y patentado el 25 de marzo de 1857. Podía transcribir una vibración sonora a un medio visible, pero no tenía un modo de ser reproducido después. El aparato consistía en un cuerno o un barril que recogía las ondas hacia una membrana a la que estaba atada una cuerda. Cuando llegaba la onda, ésta vibraba y se movía y la vibración sonora podía grabarse en un medio visible. Inicialmente, el fonoautógrafo grababa en un cristal ahumado. Una versión posterior usaba un papel también ahumado enrollado en un tambor o cilindro. Otra versión dibujaba una línea representando la vibración sonora en un rollo de papel. El fonoautógrafo era considerado como una curiosidad de laboratorio para el estudio de la acústica. Se utilizaba para determinar la frecuencia de un tono musical y para estudiar el sonido y el habla. No se entendió hasta después del desarrollo del fonógrafo, ya que la onda grabada por el fonoautógrafo era de hecho una grabación del sonido que sólo necesitaba un medio de reproducción adecuado para sonar.
En 2008, estudiosos estadounidenses de la historia del sonido reprodujeron por primera vez el sonido grabado por un fonoautógrafo.
El equipo logró tener acceso a los papeles con grabaciones del fonoautógrafo de Leon Scott que estaban guardados en la oficina de patentes de la Académie des Sciences francesa. Escanearon el papel en relieve con un sofisticado programa de ordenador desarrollado años antes por la Biblioteca del Congreso estadounidense. Las ondas del papel fueron traducidas por un ordenador a sonidos audibles y reconocibles. Uno de ellos, creado el 9 de abril de 1860, resultó ser una grabación de 10 segundos (de baja fidelidad pero reconocible) de alguien cantando la canción popular francesa "Au Clair de la Lune". Este "fonoautograma" es la primera grabación de sonido conocida, así como la primera grabación que es, actualmente, reproducible. Muy anterior a la grabación de un reloj parlante de Frank Lambert y la de un concierto de Händel realizada por la Compañía Edison, que datan de dos y tres décadas después, respectivamente.

## Fonógrafo de Edison

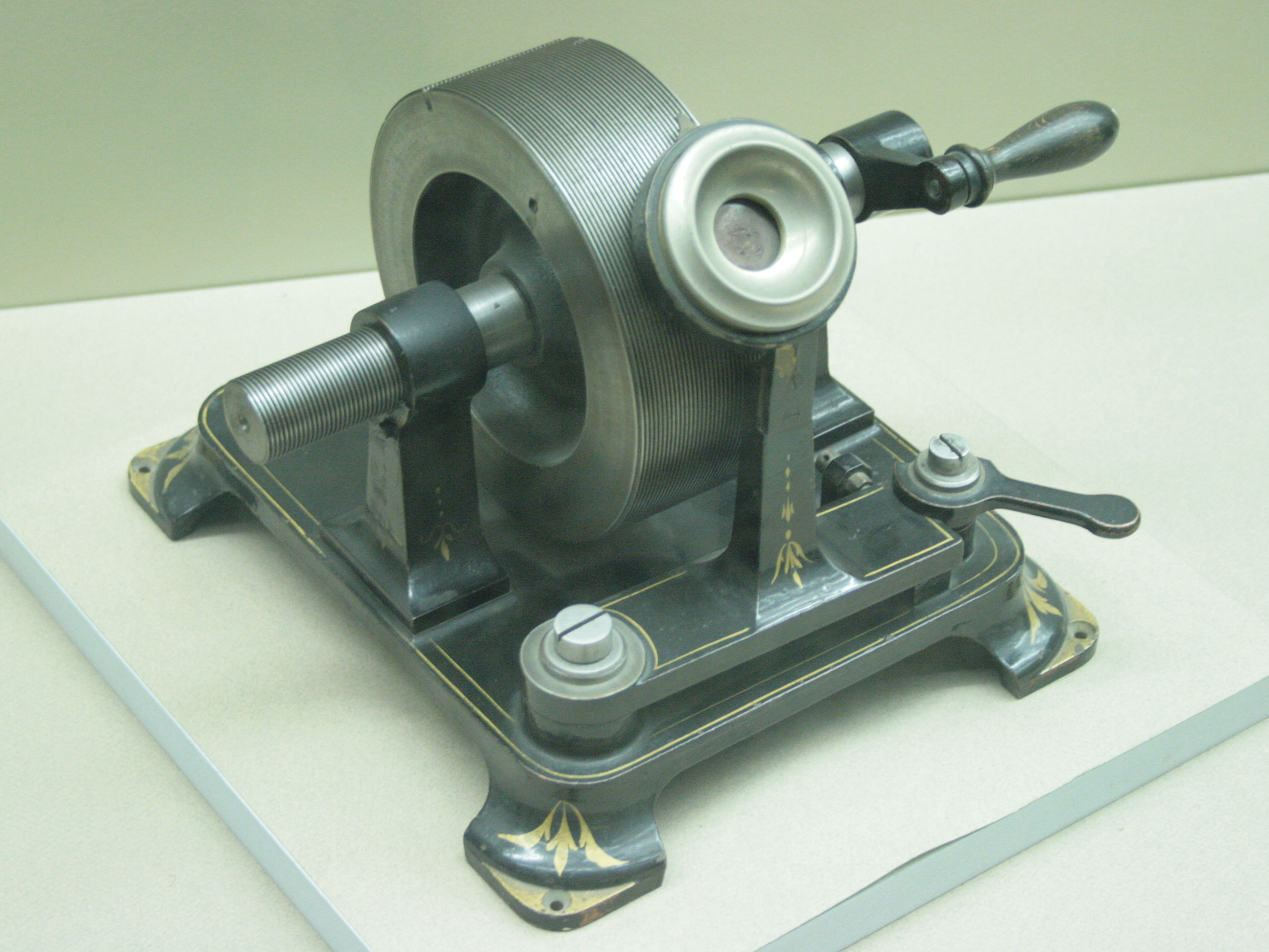
Fonógrafo de Edison (1877).

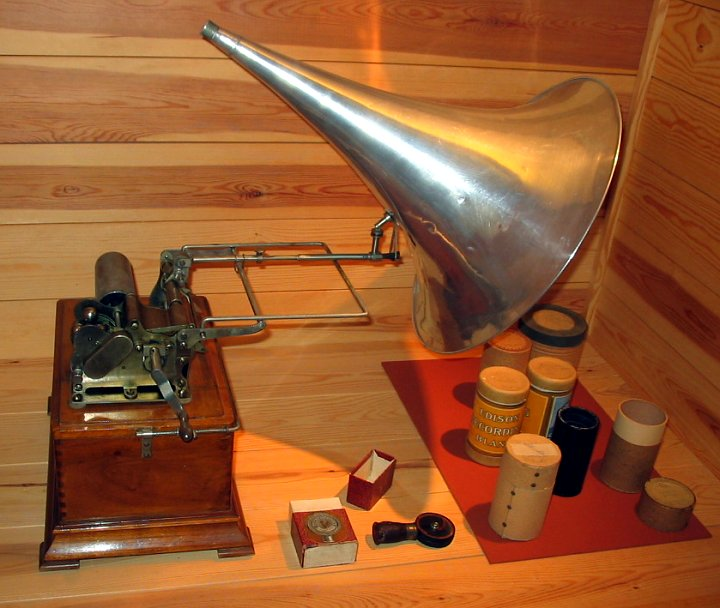
Fonógrafo de Edison y cilindros de grabación.

No fue hasta 1877, cuando se creó el fonógrafo, que fue el primer aparato capaz de reproducir sonido. Cuando Thomas Alva Edison anunció la invención de su primer fonógrafo, la primera pieza interpretada fue "Mary had a little lamb" ("María tenía un corderito") el 21 de noviembre de 1877. Edison mostró el dispositivo por primera vez el 29 de noviembre de ese mismo año y lo patentó el 19 de febrero de 1878.
El fonógrafo utiliza un sistema de grabación mecánica analógica, en el cual las ondas sonoras son transformadas en vibraciones mecánicas mediante un transductor acústico-mecánico. Estas vibraciones mueven un estilete que labra un surco helicoidal sobre un cilindro de fonógrafo. Para reproducir el sonido se invierte el proceso.
Al principio se utilizaron cilindros de cartón recubiertos de estaño, más tarde de cartón parafinado y, finalmente, de cera sólida. El cilindro de cera, de mayor calidad y durabilidad, se comercializó desde 1889,un año después de que apareciera el gramófono.
El 2 de diciembre de 1889, un representante de la casa Edison, Theo Wangeman, grabó una interpretación del celebérrimo compositor Johannes Brahms. Se trataba de un fragmento de las Danzas Húngaras en una versión para piano solo. Esta grabación aún se conserva, pero su calidad es pésima.

## Inventos posteriores al fonógrafo

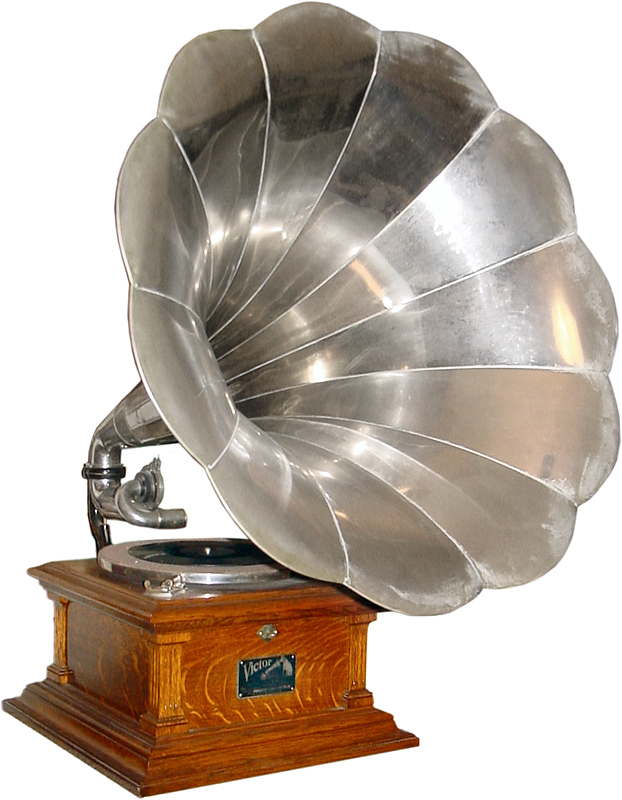
Fonógrafo de disco (gramófono) Victor III, ca. 1907

Desde 1877 se desarrollaron múltiples artefactos similares al fonógrafo y surgieron las llamadas "talking machines". Sin embargo, sólo el gramófono logró hacer sombra a la invención de Edison.
En 1887, Emile Berliner patentó el gramófono, instrumento muy similar al fonógrafo que se utilizó para sonorizar las películas cinematográficas y fue punto de partida de la CBS (Columbia Broadcasting System). Archivado el 7 de noviembre de 2017 en Wayback Machine.
Debido a sus defectos, en 1888 Emilio Berliner inventó el gramófono, desplazando rápidamente al fonógrafo luego que este no utilizaba un cilindro sino un disco plano. Con el gramófono, el señor Berliner formó la compañía Victor Talking Machine en 1901, compañía que fue comprada por la RCA en 1929.

## Fonógrafos en elsigloXXI
Los tocadiscos se siguen fabricando y vendiendo en la década de 2010, aunque en pequeñas cantidades. Mientras que algunos audiófilos aún prefieren el sonido de los discos de vinilo sobre el de las fuentes de música digital (principalmente discos compactos), representan una minoría de oyentes. A partir de 2015, la venta de discos de vinilo ha aumentado un 49-50 % con respecto al año anterior, aunque es pequeña en comparación con la venta de otros formatos que aunque vendieron más unidades (descargas digitales o CD), los formatos más modernos experimentaron una disminución en las ventas. La calidad de los reproductores de registro, los brazos de tono y los cartuchos disponibles ha seguido mejorando, a pesar de la disminución de la demanda, lo que permite que las tocadiscos sigan siendo competitivos en el mercado de audio de alta gama. Los entusiastas del vinilo a menudo se comprometen con la remodelación y, en ocasiones, con el ajuste de los sistemas vintage. El cuadro a la derecha ilustra que los usuarios de un foro de entusiastas publican tantas fotos de equipos descontinuados como lo hacen con los modelos actuales.
Las versiones actualizadas de los años 70 Technics SL-1200 (la producción cesó en 2010) han seguido siendo un estándar de la industria para DJ hasta la actualidad. Los tocadiscos y discos de vinilo siguen siendo populares en la mezcla (en su mayoría orientada al baile) de la música electrónica, donde permiten una gran libertad para la manipulación física de la música por parte del DJ.
En la música hip hop y ocasionalmente en otros géneros, la plataforma giratoria es utilizada como un instrumento musical por los DJs, quienes usan tocadiscos junto con un mezclador de DJ para crear sonidos rítmicos únicos. La manipulación de un registro como parte de la música, en lugar de la reproducción normal o la mezcla, se denomina turntablism. La base de la turntablism, y su técnica más conocida, es rascarse, iniciada por Grand Wizzard Theodore. No fue hasta el "Rockit" de Herbie Hancock en 1983 que el movimiento de turntablismo fue reconocido en la música popular fuera del contexto del hip hop. En la década de 2010, muchos DJ de hip hop utilizan reproductores de CD para DJ o dispositivos emuladores de grabación digital para crear sonidos de scratch; sin embargo, algunos DJ todavía se rascan con discos de vinilo.